# ロス (ブレイク神話)
ロス（Los）は、ウィリアム・ブレイクによる独自の象徴体系にもとづく神話の登場人物の一人である。
創造的イマジネーションを象徴する、北のゾアであるアーソナ（Urthona）が、永遠界から切り離されて、現世に閉じ込められた存在になったのちに、与えられた名前と考えてよい。現世に閉じ込められてはいるものの、アーソナの特性を潜在的に保持している。

## 特性
- 呼び名 - 永遠界の預言者（Prophet of Eternity）、鍛冶屋（Blacksmith）
- 感覚 - 聴覚
- 四大元素 - 地（Earth）

エマネーション（emanation）は、精神的な美しさ（Spiritual Beauty）とインスピレーション（Inspiration）を象徴するエニサーモン（Enitharmon）である。ロスとエニサーモンは、配偶者関係にある片割れ同士であると同時に、双子でもある。ロスは時間（Time）、エニサーモンは空間（Space）である。
対立物（Contrary）は、理性を象徴するユリゼン（Urizen）である。ロスとエニサーモンが双子であるのと同じように、ロスとユリゼンも、互いの体が結合した双子の兄弟のような関係にあった。しかし、ユリゼンが、ロスの脇腹から切断されたとき、ロスは永遠界から遠ざかり、現世に閉じ込められ、分裂へと向かう堕落のサイクルに巻き込まれていくことになる。
ロス（Los）という名前は、太陽を意味する「Sol」のアナグラムである。また「Los」は、喪失を意味する「loss」の「-s」を失った綴り字でもある。よって、この名前は、方向性の異なるふたつの意味が、同時にひとつの言葉に込められているかばん語とみなすことができる。